# Więzadło podłużne tylne

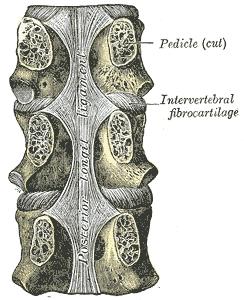
Część kręgosłupa piersiowego, widok od wewnątrz kanału kręgowego. Więzadło podłużne tylne podpisane Posterior longit. ligament.

Więzadło podłużne tylne (łac. ligamentum longitudinale posterius)  – w anatomii człowieka jedno z więzadeł należących do grupy połączeń długich kręgosłupa (łączących więcej niż dwa kręgi). Położone jest na trzonach kręgów z tylnej strony, wewnątrz kanału kręgowego. U góry przyczepia się na stoku kości potylicznej i przednim brzegu otworu wielkiego kości potylicznej, następnie na powierzchni tylnej trzonów kręgów i krążków międzykręgowych, rozszerzając się na wysokości krążków, a zwężając w rejonie trzonów. W dole sięga do górnej części kanału krzyżowego. Łączy trzony kręgów i hamuje zginanie kręgosłupa do przodu.